# Steve Kirit
Steve Kirit (ur. 19 grudnia 1972) – amerykański strongman.
Mistrz USA Strongman w latach 2002 i 2003.

## Życiorys
Sporty siłowe trenuje od siedemnastego roku życia. Od 2000 r. występował jako strongman. Zakończył już karierę siłacza.
Wziął udział w Mistrzostwach Świata Strongman 2002, Mistrzostwach Świata Strongman 2003 i Mistrzostwach Świata Strongman 2004, jednak nigdy nie zakwalifikował się do finału.
Mieszka w mieście Pittsburgh (stan Pensylwania).

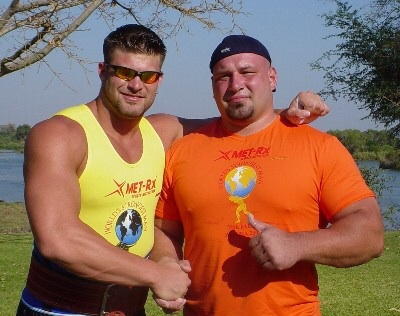
Steve Kirit i Jesse Marunde w 2003

Wymiary:
- wzrost 188 cm
- waga 135 kg
- biceps 51 cm
- klatka piersiowa 145 cm
- talia 99 cm

Rekordy życiowe:
- przysiad 365 kg
- wyciskanie 295 kg
- martwy ciąg 340 kg

## Osiągnięcia strongman
- 2002
  - 1. miejsce - Mistrzostwa USA Strongman 2002
- 2003
  - 5. miejsce - Arnold Strongman Classic, USA
  - 1. miejsce - Mistrzostwa USA Strongman
- 2004
  - 9. miejsce - Arnold Strongman Classic, USA
  - 5. miejsce - Mistrzostwa USA Strongman 2004
- 2005
  - 6. miejsce - Mistrzostwa Panamerykańskie Strongman 2005